# Mount Bjaaland
Mount Bjaaland är ett berg i Antarktis. Det ligger i den centrala delen av kontinenten, och i ett område som Nya Zeeland gör anspråk på. Mount Bjaalands topp når 3 261 meter över havet.
Terrängen runt Mount Bjaaland är kuperad åt nordväst, men åt sydost är den platt. Mount Bjaaland är den högsta punkten i trakten. Berget är uppkallat efter Olav Bjaaland.